# Hậu Nghĩa
Hậu Nghĩa là xã thuộc tỉnh Tây Ninh, Việt Nam.

## Địa lý
Xã Hậu Nghĩa có vị trí địa lý:
- Phía đông và phía bắc giáp Thành phố Hồ Chí Minh
- Phía tây giáp xã An Ninh và xã Hiệp Hòa
- Phía nam giáp các xã Hòa Khánh và Đức Lập

Xã Hậu Nghĩa có diện tích 66,48 km², dân số năm 2025 là 46.745 người

## Hành chính
Thị trấn Hậu Nghĩa được chia thành 2 khu phố: A, B và 2 ấp: Gò Cao, Sò Đo.

## Lịch sử
Dưới thời Pháp thuộc, thị trấn Hậu Nghĩa là xóm Bàu Trai thuộc làng Hòa Khánh, quận Đức Hòa, tỉnh Chợ Lớn (sau năm 1956 thuộc tỉnh Long An).
Đến năm 1963, tỉnh Hậu Nghĩa được thành lập từ phần đất tách ra của các tỉnh Long An, Tây Ninh và Bình Dương; gồm 4 quận Củ Chi, Đức Hòa, Đức Huệ, Trảng Bàng. Tỉnh lỵ đặt tại Bàu Trai, còn được gọi là thị xã Khiêm Cương, về mặt hành chính thuộc xã Hòa Khánh, quận Đức Hòa.
Sau năm 1975, tỉnh Hậu Nghĩa bị giải thể, quận Trảng Bàng chuyển về tỉnh Tây Ninh, quận Củ Chi sáp nhập vào thành phố Hồ Chí Minh, hai quận Đức Huệ và Đức Hòa trở thành hai huyện thuộc tỉnh Long An. Đồng thời, chính quyền tách một phần diện tích và dân số của các xã Hòa Khánh và Tân Phú để thành lập thị trấn Hậu Nghĩa, huyện lỵ của huyện Đức Hòa.
Ngày 9 tháng 4 năm 2010, Bộ Xây dựng ban hành Quyết định số 438/QĐ-BXD về việc công nhận thị trấn Hậu Nghĩa là đô thị loại IV.
Trong đợt cải cách hành chính Việt Nam năm 2025, theo Nghị quyết số 1682/NQ–UBTVQH15 thị trấn Hậu Nghĩa, xã Đức Lập Thượng và xã Tân Mỹ, thuộc huyện Đức Hòa, tỉnh Long An sẽ được sáp nhập và thành lập xã Hậu Nghĩa, tỉnh Tây Ninh.